# Gare de Falaën
La gare de Falaën est une ancienne gare ferroviaire belge de la ligne 150, de Tamines à Anhée située à proximité de Falaën dans la commune d’Onhaye, en Région wallonne dans la province de Namur.
Elle est désormais fermée au trafic des voyageurs. Un vélorail a été installé sur la ligne entre Maredsous et Falaën et la gare sert de taverne.

## Situation ferroviaire
La gare de Falaën était située au point kilométrique 32,80 de la ligne 150, de Tamines à Anhée entre les haltes de Sosoye et de Haut-le-Wastia.

## Histoire
La ligne 150 fut d'abord inaugurée entre Tamines et Mettet le 3 septembre 1879. En 1889, la ligne atteint Ermeton le 3 janvier et le 15 octobre 1890, elle est prolongée jusque Anhée. C'est à cette occasion qu'est inaugurée la gare, située à proximité de Falaën mais dans la vallée de la Molignée alors que le village se trouve sur les hauteurs.
Il faudra attendre 1891 pour que la ligne 150 soit ouverte en intégralité de Tamines à la vallée de la Meuse, près d’Anhée. Elle effectue la jonction avec l'autre rive du fleuve en 1898.
Comme toutes les gares d'origine de la ligne, le bâtiment fut construit en utilisant le modèle habituel pour les lignes construites par des concessionnaires privés entre 1873 et les années 1890 : le Plan type 1873.
Aucune carte postale de la gare ne montre une halle à marchandises.
La nationalisation de la Compagnie du Nord - Belge en 1940 a entraîné la disparition du trafic de transit qui empruntait la portion nord de la ligne 150 au profit de la ligne 154 Namur - Dinant au profil beaucoup plus facile.
En août 1962, le trafic voyageurs entre Tamines et Anhée est transféré sur la route. La ligne ferme au trafic des marchandises entre Ermeton-sur-Biert et Haut-le-Wastia en 1964.
Un RAVeL a été installé sur la majorité de la ligne 150 entre Aisemont et Anhée. Au départ de Maredsous, il y a d’abord eu un train touristique puis un vélorail, les draisines de la Molignée. Le RAVeL se poursuit le long du vélorail, ce qui est possible puisque la ligne avait été construite à double voie. 

### Le bâtiment de la gare
Il s’agit d’une gare de plan type 1873 qui possédait une aile basse de quatre travées servant de salle d'attente (et peut-être de magasin pour les colis) et une aile de service avec une toiture à croupes. Un agrandissement a eu lieu en 1895.
Après sa fermeture, la gare a été transformée en taverne. La maison de garde-barrière existe toujours. C'est au pied de la maison de garde-barrière que se situe le point de départ des draisines de la Molignée.